# Вопросы танского Тай-цзуна и ответы Ли Вэй-гуна
Вопросы танского Тай-цзуна и ответы Ли Вэй-гуна (кит. трад. 唐太宗李衛公問對, упр. 唐太宗李卫公问对, пиньинь Táng Tài zōng Lǐ Wèi gōng wèn duì) — последний из семи классических военных трактатов Китая. Составлен в форме диалога между императором Тайцзуном из династии Тан и полководцем Ли Цзином (кит. упр. 李靖, пиньинь Lǐ Jìng), также известным как Ли Вэйгун.

## Содержание
По содержанию данный труд существенно отличается от остальных 6 классических трактатов. Китайская армия эпохи Тан состояла из пехоты, арбалетчиков и конницы. Боевые колесницы к этому времени вышли из употребления, а оружие изготавливалось из железа и стали, а не бронзы. Более совершенной стала организация вооружённых сил. В армии появились узкоспециализированные подразделения. Изменилась и тактика — действия на поле боя стали более быстрыми, а отряды — более мобильными; вместо лобовых атак стали применяться атаки с флангов и другие обходные маневры.
В «Вопросах и ответах» не предлагается новой стратегии, адаптированной к новым условиям, а проводится обзор предыдущих военных трудов. Положения, взятые из других трактатов, дополнены комментариями, проиллюстрированы примерами из битв. Рассмотрены случаи, в которых положения разных трактатов противоречат друг другу или опыту автора.

## История
Происхождение «Вопросов и ответов» неизвестно. Наиболее вероятным временем его происхождения считается поздняя Тан или ранняя Сун. Но Ли Цзин, живший в 571—649 годах, его автором, по-видимому, не является: в библиографиях династий Тан и Сун упоминания данного трактата отсутствуют. По некоторым данным, он был составлен в начале Сун военным деятелем по имени Юань И. Однако эта версия также подвергается критике. Известно, что сунский император Шэнь-цзун инициировал изучение труда «Ли Цзин бинфа» — «Военные методы Ли Цзина», что было ранее даты, когда Юань И предположительно мог составить данный трактат. Согласно одной из теорий, «Ли Цзин бинфа» — другое название «Вопросов и ответов».